# Rock City (Club)
Das Rock City ist ein Musikclub der alternativen Musikszene in Nottingham, Nottinghamshire, Vereinigtes Königreich.

## Geschichte
Bevor das Gebäude für musikalische Veranstaltungen genutzt wurde, fand zwei Jahre zuvor die World Professional Charts Championship dort statt. Im Jahr 1980 spielten The Undertones das erste offizielle Konzert im Rock City. Ursprünglich war ein Auftritt von Iron Maiden für die Eröffnung des Musikclubs geplant, allerdings wurde dieses wegen mehrerer Komplikationen im Vorfeld abgesagt. Iron Maiden traten erst 1996 im Rock City auf.
Im Jahr 1982 wurde das Equipment des Rock City erneuert. So wurde ein neues Soundsystem, zwei Videoleinwände, sowie Beleuchtung eingebaut. Konzerte mit Ozzy Osborne und The Pogues waren ausverkauft. Allerdings war das musikalische Programm in den Anfangsjahren genreübergreifend, sodass auch Public Enemy im Musikclub spielte. Als sich die alternative Musikszene änderte, wurde auch das musikalische Rahmenprogramm dementsprechend ausgelegt. Als die Grunge-Welle Anfang der 1990er-Jahre an Popularität gewann, spielten auch Rage Against the Machine und Nirvana im Rock City. Ähnliches geschah mit dem Aufkommen des Britpop, sodass auch Blur und Oasis Auftritte im Musikclub hatten.
Mit der Jahrtausendwende fingen die Betreiber erneut an, mehrere Musikstile-übergreifende Veranstaltungen zu organisieren, sodass an ausgewählten Tagen Dance- und Drum-and-Bass-Festivals ausgetragen wurden. Die erste Band ohne Plattenvertrag, die es schaffte, ein ausverkauftes Konzert im Rock City zu spielen, war die englische Folk-Punk-/Ska-Band Ferocious Dog im November 2015.
Im Januar 2013 gab die Polizei von Nottinghamshire bekannt, das zehn Prozent der Taschendiebstäle zwischen September 2011 und August 2012 im Rock City begangen wurde. Bart Easter, Manager des Musikclubs sagte, dass dies auf organisierte Bandenkriminalität zurückzuführen sei.

## Übersicht
Das Rock City befindet sich im Zentrum der englischen Metropole Nottingham und ist für 2.450 Personen ausgelegt. Der Musikclub verfügt über vier Getränke-Bars verteilt auf zwei Großräume.

## Musikalische Veröffentlichungen
Das Rock City war Standort für Produktionen mehrerer Live-Alben, darunter:
- Enter Shikari – Live at Rock City Bootleg (2009)
- Shaped by Fate – Shaped by Fate Tour DVD (2008)
- Morbid Angel – Altars of Madness (2003)
- Cradle of Filth – Live Bait for the Dead (2001)
- At the Gates – Live in Nottingham at Rock City (1996)
- Radiohead – The Bends Pinkpop (1995)
- Napalm Death – The DVD (1989)